# Causeway Bay Books
Causeway Bay Books (銅鑼灣書店) es una librería independiente en Taipéi, Taiwán, que hasta diciembre de 2015 estaba situada en el piso superior de un edificio en Causeway Bay, Hong Kong. Esta librería era muy popular entre turistas de la China continental, que buscaban libros sobre política censurados por el Partido Comunista Chino. A finales de 2015, la librería cerró, y un segundo establecimiento fue abierto en Taipéi por su fundador, Lam Wing-kee, en abril de 2020.
La desaparición de sus cinco empleados en 2015 le dio fama mundial, provocando la condena de la comunidad internacional y exponiendo la censura y las violaciones de los derechos humanos en China.

## Primera librería en Hong Kong
El primer establecimiento fue fundado en 1994 por Lam Wing-kee. Situada en el segundo piso de 531 Lockhart Road, en Causeway Bay, Hong Kong, la primera librería ocupaba un área de casi 28 m². Además de libros de historia de la literatura, vendía libros sobre temas considerados sensibles y por lo tanto prohibidos en China, llevando a algunos ciudadanos de la China Continental a viajar como turistas para comprar libros.
En 2014, fue vendida a Mighty Current Media Ltd., pero Lam Wing-kee permaneció como su gerente. Desde septiembre de 2014, la compañía tenía tres accionistas: Gui Minhai (34%), Sophie Choi (34%) y Lui Bo (32%). Según fuentes del sector, Mighty Current es una editorial prolífica con varias filiales editoriales, y es una de los tres mayores productores de libros sobre política china en Hong Kong.

## Desapariciones en 2015
En 2015, las principales figuras asociadas a la primera librería desaparecieron, y más tarde se confirmó que algunas habían sido secuestradas por el gobierno chino. Se trata de:
- Lui Por, el gerente, desaparecido el 15 de octubre en Shenzen.
- Cheung Jiping, gerente de Mighty Current Media, secuestrado el 15 de octubre en Shenzen de forma separada.
- Gui Minhai, secuestrado en su casa de Tailandia y extraído del país sin el conocimiento de los guardas fronterizos de este.[5] Su nacionalidad sueca[6] ha hecho que este país mostrase sus quejas mediante la diplomacia. Es el autor del ebook Xi Jinping y sus amantes.[7]
- Lam Wing-kee, fundador de la librería. El 24 de octubre, cuando intentaba cruzar la frontera con libros de contrabando, fue detenido, trasladado en un furgón a Shenzen e interrogado en Ningbo.[1][8]
- Lee Po, desaparecido el 30 de diciembre. Fue el caso más controvertido ya que su secuestro se llevó a cabo en Hong Kong.[2]

Poco a poco, los cinco libreros fueron reapareciendo. El 28 de febrero de 2016, Lui Por, Cheung Jiping y Lam Wing-kee aparecieron en Phoenix TV, un canal basado en Hong Kong, confesando haber ayudado a Gui Minhai en la redacción y distribución de libros con contenido falso en contra del Presidente Xi. Poco después, los tres entraron, de forma separada, a Hong Kong, confirmando que se encontraban bien, pidiendo que se anulasen sus casos de desaparecidos y rechazando ayuda del gobierno local. Lam Wing-kee dio una conferencia de prensa el 13 de junio indicando que sus confesiones habían sido forzadas y que había logrado escapar prometiendo un disco duro con información de los clientes de la tienda que debía recoger en Hong Kong, y que finalmente no entregó. Lee Po también volvió a Hong Kong el 24 de marzo, renunció a su pasaporte británico y a toda ayuda y fue escoltado de vuelta a china tras prometer no volver a vender libros prohibidos nunca más.
Gui Minhai confesó el 17 de enero en la televisión pública china que era culpable del atropello de un estudiante en 2005 y que su desaparición se debía a que su conciencia le había incitado a buscar que se le persiguiera por el crimen, entregándose a la policía china. El hecho de que la confesión llegase tras tres meses incomunicado en la televisión pública ha llevado a Reporteros Sin Fronteras a acusarla de preparada. En octubre de 2017, fue liberado permitiéndosele vivir en su Ningbo natal bajo fuerte vigilancia policial. En enero de 2018, cuando viajaba a someterse a un examen médico en la embajada sueca en Beijing, fue secuestrado delante de los diplomáticos que le acompañaban, supuestamente por compartir información secreta con ellos. En 2019, recibió in absentia el premio Kurt Tucholsky para autores perseguidos, y, pese a las repetidas protestas suecas, sigue encarcelado, y se le ha condenado a diez años de cárcel en febrero de 2020.

## Segunda librería en Taipéi
Lam Wing-kee abrió una nueva librería en Taipéi, Taiwán, el 25 de abril de 2020, en el décimo piso de un edificio comercial cerca de la estación de metro de Zhongshan. Unos días antes, el 20 de abril, una empresa acusó a Lam de infringir su marca registrada en el nombre chino de la librería (銅鑼灣書店), que Lam afirmó que era una librería falsa abierta en otro lugar de Taipéi para atacar la suya. El 21 de abril, Lam fue salpicado con pintura roja y tres sospechosos fueron arrestados al día siguiente. La Presidenta Tsai Ing-wen envió flores y una nota de felicitación el día de la apertura de la librería de Taipéi, y el orador del Yuan Legislativo You Si-kun y el secretario general del Partido Progresista Democrático Luo Wen-jia estuvieron presentes.